# Zamia floridana
Zamia floridana là một loài thực vật hạt trần trong họ Zamiaceae. Loài này được A.DC. miêu tả khoa học đầu tiên năm 1868.